# Clube dos Empregados da Petrobras
O Clube dos Empregados da Petrobras também conhecido como Clube da Petrobras ou simplesmente CEPE, é um clube de caráter social e esportivo da cidade de Manaus, estado do Amazonas. O clube foi fundado 3 de Agosto de 1983 por funcionários da Petrobras, a grande estatal de exploração de Petróleo e Gás. 

## No Futebol Profissional

### Série B 2007 - Início profissional em Iranduba
O clube foi um dos 5 convidados pela Federação Amazonense de Futebol para a Segunda Divisão, que retornava em 2007 depois de décadas inativa. Para esse início, o clube fez parceria com o município de Iranduba (região metropolitana de Manaus) que contava com o pequeno estádio Álvaro Maranhão, que serviria para jogos e treinos.
A estreia se deu em 21 de Outubro de 2007, com vitória de 1 a 0 sobre o CDC Manicoré, atuando como visitante. Na competição, seriam dois acessos, dados aos campeões de cada turno. Embora tenha brigado pelo título nos dois turnos, o clube acabou apenas em 3º em ambos. O acesso veio graças ao título obtido pelo time B do Nacional no 2º turno. Como era o time B de uma equipe que estava na Primeira Divisão, o acesso estava vetado e assim o CEPE herdou a vaga por ser a equipe de melhor campanha geral. O CEPE fez 12 jogos, venceu 6, empatou 3 e perdeu 3, fazendo 21 gols e tomando 18.

### 2008 - Primeira Divisão, Mudança pra Rio Preto da Eva
Chegando à elite do futebol local, o clube moveu seu departamento de futebol profissional para Rio Preto da Eva, onde passou a utilizar o Estádio Francisco Garcia. O CEPE estreou em 20 de Janeiro de 2008 enfrentando o Nacional no antigo Estádio Vivaldo Lima, uma estreia amarga com derrota por 6x1. Embora tenha feito uma campanha fraca no 1º turno (Taça Estado do Amazonas) obteve suas primeiras vitórias ao vencer na 7ª rodada o Libermorro por 3x1 e nas duas seguintes o Rio Negro pelo mesmo placar e o Princesa por 2x1, esta última como visitante. No 2º turno fez campanha igualmente ruim, vencendo apenas uma partida, desta vez um 7x1 sobre o Libermorro. A campanha foi o suficiente para o clube escapar do rebaixamento em campo, ficando em 8º lugar entre 10 equipes, com campanha de 13 jogos, 4 vitórias, 2 empates e 7 derrotas, 21 gols feitos e 25 tomados.
Apesar de ter garantido sua manutenção na Primeira Divisão, em 2009 a direção do clube resolveu pedir licenciamento das atividades com futebol profissional, assim sendo retirada das competições da categoria, a qual nunca mais retornou. Em 2018 o então presidente do clube flertou com o retorno mas sem concretizar.

## Estrutura Social e Esportiva
O clube tem grande sede social e esportiva na Zona Sul da capital amazonense, localizada na Estrada da Enseada do Marapatá, nº 64, bairro Vila Buriti, onde há um imponente Parque Aquático, academia, chalés e alojamentos amplos. Para a prática esportiva, o clube conta com um campo de futebol em medidas oficiais, muito solicitado pelo futebol amador da cidade. Há ali um amplo estacionamento, para atender os visitantes e seus cerca de 500 associados.

## Histórico no Futebol Profissional
- 25 jogos, 10 Vitórias, 5 Empates, 10 derrotas, 42 gols feitos e 43 gols sofridos, saldo negativo de 1 gol.
- Aproveitamento de 46,7% dos pontos que disputou.
- Mandou partidas nos Estádios Tenente Álvaro Maranhão, de Iranduba(em 2007) e Francisco Garcia, de Rio Preto da Eva(em 2008)
- Maior goleada Aplicada: 7x1 Libermorro
- Maior goleada sofrida: 1x6 Nacional
- Clube que mais enfrentou: Holanda(4 vezes)
- Clube que mais venceu: Libermorro(2 vezes)

Retrospecto
- 2007 - Série B: 3º - Jogou em Iranduba
- 2008 - Série A: 8º - Jogou em Rio Preto da Eva
- 2009 - Série A: Desistiu

## Links externos
- Vista aérea da sede do clube, via Google Maps (Atualmente alocada para o Amazonas)